# Palazzo Cappello
Il Palazzo Cappello, in via Altinate, a Padova, venne costruito a partire dal 1562. In quell'anno i patrizi Cappello acquisirono un'antica proprietà che fu dei Sanguinazzi. Attribuito dal Gloria e dal Bresciani Alvarez a Vincenzo Scamozzi, segue l'andamento di portici preesistenti. Nel 1783 sotto la direzione di Giambattista Novello si approntò il restauro della facciata, con la sostituzione di alcune parti lapidee, delle balaustre, dei capitelli, del cornicione, dei vasi sommitali e del grande stemma al centro del prospetto. La proprietà passò in seguito ai Dolfin e quindi, per via ereditaria, nell'ultimo decennio del XIX secolo, ai Compostella di Sanguinetto.